# Roning under sommer-OL 2008 - Letvægtsdobbeltsculler mænd
Konkurrencen i letvægtsdobbeltsculler for mænd var en af disciplinerne ved roning under Sommer-OL 2008 og blev afholdt fra 10. til 17. august på Shunyi olympiske ro- og kajakstadion.
| Dato                     | Tid         | Tid         | Runde            | Noter                                                                              |
| Dato                     | Lokal       | Dansk       | Runde            | Noter                                                                              |
| ------------------------ | ----------- | ----------- | ---------------- | ---------------------------------------------------------------------------------- |
| Søndag, 10. august 2008  | 15:20-16:00 | 09:20-10:00 | Indledende heats |                                                                                    |
| Tirsdag, 12. august 2008 | 16:20-16:40 | 10:20-10:40 | Opsamlingsheats  |                                                                                    |
| Torsdag, 14. august 2008 | 15:10-15:30 | 09:10-09:30 | Semifinaler C/D  | Alle løb blev udsat til samme tidspunkt fredag d. 15. august grundet dårligt vejr. |
| Torsdag, 14. august 2008 | 15:50-16:10 | 09:50-10:10 | Semifinaler A/B  | Alle løb blev udsat til samme tidspunkt fredag d. 15. august grundet dårligt vejr. |
| Lørdag, 16. august 2008  | 14:00-14:10 | 08:00-08:10 | Finale D         |                                                                                    |
| Lørdag, 16. august 2008  | 14:20-14:30 | 08:20-08:30 | Finale C         |                                                                                    |
| Lørdag, 16. august 2008  | 14:40-14:50 | 08:40-08:50 | Finale B         |                                                                                    |
| Søndag, 17. august 2008  | 15:50-16:00 | 09:50-10:00 | Finale A         |                                                                                    |

## Slutresultat
| Guld   | Zac Purchase og Mark Hunter Storbritannien (GBR)          |
| Sølv   | Dimitrios Mougios og Vasileios Polymeros Grækenland (GRE) |
| Bronze | Mads Rasmussen og Rasmus Quist Danmark (DEN)              |

## Indledende heats
Kvalifikationsregler:
- 1-2 går videre til semifinaler A/B (SA/B)
- 3+ går videre til opsamlingsheat (O)

### 1. heat
| Plac. | Roere                                  | Land           | Tid     | Noter |
| ----- | -------------------------------------- | -------------- | ------- | ----- |
| 1     | Zac Purchase, Mark Hunter              | Storbritannien | 6:13.69 | SA/B1 |
| 2     | Dimitrios Mougios, Vasileios Polymeros | Grækenland     | 6:16.10 | SA/B2 |
| 3     | Jonathan Koch, Manuel Brehmer          | Tyskland       | 6:21.99 | O1    |
| 4     | Kazushige Ura, Daisaku Takeda          | Japan          | 6:24.21 | O2    |
| 5     | Mohamed Ryad Garidi, Kamel Ait Daoud   | Algeriet       | 6:43.94 | O1    |

### 2. heat
| Plac. | Roere                                  | Land       | Tid     | Noter |
| ----- | -------------------------------------- | ---------- | ------- | ----- |
| 1     | Marcello Miani, Elia Luini             | Italien    | 6:16.16 | SA/B1 |
| 2     | Zhang Guolin, Sun Jie                  | Kina       | 6:17.62 | SA/B2 |
| 3     | Samuel Beltz, Thomas Gibson            | Australien | 6:19.15 | O1    |
| 4     | Eyder Batista, Yunior Perez            | Cuba       | 6:19.36 | O2    |
| 5     | Devender Kumar Khandwal, Manjeet Singh | Indien     | 6:37.13 | O2    |

### 3. heat
| Plac. | Roere                                      | Land      | Tid     | Noter |
| ----- | ------------------------------------------ | --------- | ------- | ----- |
| 1     | Mads Rasmussen, Rasmus Quist               | Danmark   | 6:14.84 | SA/B2 |
| 2     | Douglas Vandor, Cameron Sylvester          | Canada    | 6:17.58 | SA/B1 |
| 3     | Zsolt Hirling, Tamas Varga                 | Ungarn    | 6:19.60 | O2    |
| 4     | Rodolfo Collazo Tourn, Angel Javier Garcia | Uruguay   | 6:25.86 | O1    |
| 5     | Thiago Gomes, Thiago Almeida               | Brasilien | 6:30.78 | O1    |

### 4. heat
| Plac. | Roere                           | Land        | Tid     | Noter |
| ----- | ------------------------------- | ----------- | ------- | ----- |
| 1     | Storm Uru, Peter Taylor         | New Zealand | 6:16.78 | SA/B2 |
| 2     | Maxime Goisset, Frederic Dufour | Frankrig    | 6:20.17 | SA/B1 |
| 3     | Pedro Fraga, Nuno Mendes        | Portugal    | 6:24.35 | O2    |
| 4     | So Sau Wah, Chow Kwong Wing     | Hongkong    | 6:34.51 | O1    |
| 5     | Jang Kang-Eun, Kim Hong-Kyun    | Sydkorea    | 6:42.97 | O1    |

## Opsamlingsheats
Kvalifikationsregler:
- 1-2 går videre til semifinaler A/B (SA/B)
- 3+ går videre til semifinaler C/D (SC/D)

### 1. opsamlingsheat
| Plac. | Roere                                      | Land       | Tid     | Noter |
| ----- | ------------------------------------------ | ---------- | ------- | ----- |
| 1     | Jonathan Koch, Manuel Brehmer              | Tyskland   | 6:41.48 | SA/B1 |
| 2     | Samuel Beltz, Thomas Gibson                | Australien | 6:42.42 | SA/B2 |
| 3     | Rodolfo Collazo Tourn, Angel Javier Garcia | Uruguay    | 6:46.98 | SC/D1 |
| 4     | Thiago Gomes, Thiago Almeida               | Brasilien  | 6:51.99 | SC/D2 |
| 5     | So Sau Wah, Chow Kwong Wing                | Hongkong   | 6:58.71 | SC/D1 |
| 6     | Mohamed Ryad Garidi, Kamel Ait Daoud       | Algeriet   | 7:05.73 | SC/D2 |

### 2. opsamlingsheat
| Plac. | Roere                                  | Land     | Tid     | Noter |
| ----- | -------------------------------------- | -------- | ------- | ----- |
| 1     | Pedro Fraga, Nuno Mendes               | Portugal | 6:39.07 | SA/B2 |
| 2     | Eyder Batista, Yunior Perez            | Cuba     | 6:40.15 | SA/B1 |
| 3     | Kazushige Ura, Daisaku Takeda          | Japan    | 6:43.03 | SC/D2 |
| 4     | Zsolt Hirling, Tamas Varga             | Ungarn   | 6:50.48 | SC/D1 |
| 5     | Devender Kumar Khandwal, Manjeet Singh | Indien   | 7:02.06 | SC/D2 |
| 6     | Jang Kang-Eun, Kim Hong-Kyun           | Sydkorea | 7:12.17 | SC/D1 |

## Semifinaler C/D
Kvalifikationsregler:
- 1-3 går videre til finale C (FC)
- 4+ går videre til finale D (FD)

### 1. semifinale C/D
| Plac. | Roere                                      | Land     | Tid     | Noter |
| ----- | ------------------------------------------ | -------- | ------- | ----- |
| 1     | Zsolt Hirling, Tamas Varga                 | Ungarn   | 6:28.84 | FC    |
| 2     | Rodolfo Collazo Tourn, Angel Javier Garcia | Uruguay  | 6:33.49 | FC    |
| 3     | So Sau Wah, Chow Kwong Wing                | Hongkong | 6:33.79 | FC    |
| 4     | Jang Kang-Eun, Kim Hong-Kyun               | Sydkorea | 6:47.13 | FD    |

### 2. semifinale C/D
| Plac. | Roere                                  | Land      | Tid     | Noter |
| ----- | -------------------------------------- | --------- | ------- | ----- |
| 1     | Kazushige Ura, Daisaku Takeda          | Japan     | 6:29.30 | FC    |
| 2     | Thiago Gomes, Thiago Almeida           | Brasilien | 6:39.91 | FC    |
| 3     | Devender Kumar Khandwal, Manjeet Singh | Indien    | 6:40.34 | FC    |
| 4     | Mohamed Ryad Garidi, Kamel Ait Daoud   | Algeriet  | 6:43.80 | FD    |

## Semifinaler A/B
Kvalifikationsregler:
- 1-3 går videre til finale A (FA)
- 4+ går videre til finale B (FB)

### 1. semifinale A/B
| Plac. | Roere                             | Land           | Tid     | Noter |
| ----- | --------------------------------- | -------------- | ------- | ----- |
| 1     | Zac Purchase, Mark Hunter         | Storbritannien | 6:29.56 | FA    |
| 2     | Marcello Miani, Elia Luini        | Italien        | 6:31.16 | FA    |
| 3     | Eyder Batista, Yunior Perez       | Cuba           | 6:33.60 | FA    |
| 4     | Jonathan Koch, Manuel Brehmer     | Tyskland       | 6:37.07 | FB    |
| 5     | Maxime Goisset, Frederic Dufour   | Frankrig       | 6:41.18 | FB    |
| 6     | Douglas Vandor, Cameron Sylvester | Canada         | 6:49.28 | FB    |

### 2. semifinale A/B
| Plac. | Roere                                  | Land        | Tid     | Noter |
| ----- | -------------------------------------- | ----------- | ------- | ----- |
| 1     | Dimitrios Mougios, Vasileios Polymeros | Grækenland  | 6:24.61 | FA    |
| 2     | Mads Rasmussen, Rasmus Quist           | Danmark     | 6:26.49 | FA    |
| 3     | Zhang Guolin, Sun Jie                  | Kina        | 6:29.29 | FA    |
| 4     | Storm Uru, Peter Taylor                | New Zealand | 6:30.53 | FB    |
| 5     | Samuel Beltz, Thomas Gibson            | Australien  | 6:32.32 | FB    |
| 6     | Pedro Fraga, Nuno Mendes               | Portugal    | 6:39.23 | FB    |

## Finaler

### Finale D
| Plac. | Roere                                | Land     | Tid     | Noter |
| ----- | ------------------------------------ | -------- | ------- | ----- |
| 1     | Mohamed Ryad Garidi, Kamel Ait Daoud | Algeriet | 6:46.46 |       |
| 2     | Jang Kang-Eun, Kim Hong-Kyun         | Sydkorea | 6:47.44 |       |

### Finale C
| Plac. | Roere                                      | Land      | Tid     | Noter |
| ----- | ------------------------------------------ | --------- | ------- | ----- |
| 1     | Kazushige Ura, Daisaku Takeda              | Japan     | 6:23.02 |       |
| 2     | Zsolt Hirling, Tamas Varga                 | Ungarn    | 6:25.11 |       |
| 3     | Rodolfo Collazo Tourn, Angel Javier Garcia | Uruguay   | 6:30.61 |       |
| 4     | So Sau Wah, Chow Kwong Wing                | Hongkong  | 6:34.48 |       |
| 5     | Thiago Gomes, Thiago Almeida               | Brasilien | 6:36.24 |       |
| 6     | Devender Kumar Khandwal, Manjeet Singh     | Indien    | 6:44.48 |       |

### Finale B
| Plac. | Roere                             | Land        | Tid     | Noter |
| ----- | --------------------------------- | ----------- | ------- | ----- |
| 1     | Storm Uru, Peter Taylor           | New Zealand | 6:27.14 |       |
| 2     | Pedro Fraga, Nuno Mendes          | Portugal    | 6:28.47 |       |
| 3     | Jonathan Koch, Manuel Brehmer     | Tyskland    | 6:28.66 |       |
| 4     | Samuel Beltz, Thomas Gibson       | Australien  | 6:30.11 |       |
| 5     | Maxime Goisset, Frederic Dufour   | Frankrig    | 6:32.65 |       |
| 6     | Douglas Vandor, Cameron Sylvester | Canada      | 6:40.80 |       |

### Finale A
| Plac. | Roere                                  | Land           | Tid     | Noter |
| ----- | -------------------------------------- | -------------- | ------- | ----- |
|       | Zac Purchase, Mark Hunter              | Storbritannien | 6:10.99 |       |
|       | Dimitrios Mougios, Vasileios Polymeros | Grækenland     | 6:11.72 |       |
|       | Mads Rasmussen, Rasmus Quist           | Danmark        | 6:12.45 |       |
| 4     | Marcello Miani, Elia Luini             | Italien        | 6:16.15 |       |
| 5     | Zhang Guolin, Sun Jie                  | Kina           | 6:16.69 |       |
| 6     | Eyder Batista, Yunior Perez            | Cuba           | 6:19.96 |       |